# Dusona parvicavata
Dusona parvicavata är en stekelart som beskrevs av Horstmann 2004. Dusona parvicavata ingår i släktet Dusona och familjen brokparasitsteklar. Inga underarter finns listade i Catalogue of Life.